# Мёрнер, Карл Отто
Карл Отто Мёрнер (швед. Carl Otto Mörner; родился 22 мая 1781 года в Уппсале — † 17 августа 1868 года в Ваксхольме) — шведский барон и дипломат. Прославился как «делатель королей», став инициатором выдвижения на роль наследника шведского престола французского маршала Жан-Бати́ста Жюля Бернадо́та, основателя королевской династии Бернадотов.

## Биография

### Происхождение
Карл Отто происходил из дворянской семьи. Его дед Дидрик Мёрнер, барон аф Морланда, служил полковником шведской армии и женился на Марте Элизабет Буре. Отцом Карла Отто стал Карл Клас Мёрнер (1730–1786), а матерью — Маргарета Элизабет фон Пост (1734–1790). Карл Отто был третьим, самым младшим ребёнком. У него имелись старшие сестра и брат.

### Ранние годы
По традиции юного Карла Отто записали в армию ещё в пятилетнем возрасте. Реальную службу он начал в 1796 году в Уппландском полку. В 1809 году ему присвоили звание лейтенанта.

### Династический кризис
Король Карл XIII (1748–1818) был стар и не имел законных наследников (его дочь родилась мёртвой, а сын прожил всего неделю). Осенью 1809 года перенёс инсульт и с тех пор уже не мог полноценно исполнять обязанности монарха.
При этом был жив свергнутый в том же 1809 году король Швеции Густав IV Адольф (1778–1837) и у него были дети. Но представители шведской аристократии не желали возвращения на трон ни самого Густава IV Адольфа, ни провозглашения наследниками кого-либо из его потомков.
Чтобы решить проблему престолонаследия в 1809 году король Карл XIII усыновил датского принца Кристиана Августа фон Шлезвиг-Гольштейн-Зондербург-Аугустенбургского (1768–1810), который был известен под именем Карл Август. Вскоре принц был официально объявлен наследником шведского престола.
28 мая 1810 года у Карла Августа также случился инсульт. Причём во время военного смотра. Он упал с лошади и через час скончался. Карл Август тоже был бездетным. Таким образом, трон Швеции снова оказался без наследника.
Шведский риксдаг поручил лейтенанту Карлу Отто Мёрнеру провести переговоры со старшим братом Карла Августа герцогом Фредериком Кристианом II Августенбургским (1765–1814). Следовало обсудить вопрос, согласен ли принц стать наследником престола. Кроме того депутаты риксдага хотели заручиться поддержкой в этом вопросе самого могущественного человека Европы — императора Франции Наполеона I Бонапарта. Поэтому представитель королевства должен был отправиться в Париж. Помощником Мёрнера стал шведский барон Анкарсвард.

### Мёрнер в Париже
Мёрнер и барон Анкарсвард прибыли в Париж 20 июня 1810 года. Здесь дипломаты проявили удивительную инициативу. Независимо друг от друга они стали спрашивать маршалов Наполеона, не хотел бы кто-нибудь из них стать королём Швеции. Интерес проявил Жан-Бати́ст Жюль Бернадо́т. Мёрнер решил, что кандидатура Бернадота — оптимальная. Во-первых, маршал демонстрировал определённую независимость от Наполеона. Это могло гарантировать, что Швеция не станет придатком Франции. А во-вторых, Бернадот был известен шведам как разумный и благородный человек. Дело в том, что ранее к нему в плен попали шведские солдаты. Но маршал обращался с ними очень гуманно. Это было известно в том числе из отчётов и писем графа Густава Мёрнера (двоюродного брата Отто Карла), который был свидетелем захвата французами Любека, в котором находился шведский гарнизон.
В это же время в Париже находился шведский генерал граф Фабиан Вреде (1760-1824). Он прибыл с официальным визитом, чтобы поздравить от имени Карла XIII императора Наполеона по случаю его женитьбы на Марии-Луизе Австрийской. Генерал пришёл в ужас от активности Мёрнера и отправил в Стокгольм сообщение о несанкционированных парламентом переговорах.

### Провозглашение Бернадота наследником шведского престола
В Швеции у многих известие об инициатива Карла Отто Мёрнера вызвало негодование. В тоге, когда дипломат наконец вернулся в Швецию, по приказу Карла XIII его арестовали и поместили под домашний арест. Но пока Мёрнер находился в изоляции, Наполеон одобрил избрание Бернадота наследником шведского престола. При этом сначала император колебался. И даже хотел рекомендовать шведам выбрать новым монархом графа Бонде, из старинного шведского дворянского рода, который был в дальнем родстве с королевской семьёй. Но затем Наполеон решил, что Бернадот в роли шведского принца сможет обеспечить надёжный военный союз Парижа и Стокгольма. Как показали дальнейшие события император серьёзно ошибся. Как бы то ни было, в Стокгольм прибыл Фурье, посланник французского императора, чтобы объявить о согласии Наполеона.
В это время в риксдаге уже практически согласовали приглашение на роль наследника  Кристианом II Августенбургским. Но приезд из Парижа посланника Наполеона озадачил шведское правительство. Отказ от провозглашения Бернадота приёмным сыном Карла XIII мог быть воспринят Наполеоном как оскорбление. А война с Францией не сулила ничего хорошего.
21 августа 1810 года депутаты риксдага проголосовали за избрание Жан-Бати́ста Жюля Бернадо́та наследным принцем. Правда, было поставлено одно условие. Французский маршал должен был перейти из католичества в протестантскую веру. Бернадот согласился и в октябре 1810 года лично прибыл в Стокгольм. Здесь его принял Карл XIII и маршал стал законным наследник престола.

### Карьера Мёрнера
Вскоре в Швеции пришло понимание, какую важную роль в судьбе королевства сыграл Карл Отто Мёрнер. В 1811 году он получил чин капитана и вскоре стал адъютантом наследного принца. Карл XIII умер 5 февраля 1818 года и Бернадот стал новым королём под именем Карл XIV Юхан. Мёрнеру в связи с этим присвоили звание полковника. Вскоре Бернадот назначил своего бывшего адъютанта посланником во Франции.
С 1824 по 1829 год Мёрнер был вице-губернатором лёна (провинции) Емтланд. В 1829 году его назначили руководителем таможни в Блокхусуддене. Он умер в Ваксхольме в 1868 году и был похоронен на старом кладбище Линчёпинга.

### Личная жизнь
Карл Отто Мёрнер в 1810 году женился женился на Софии Эмерентии Веттерстедт, дочери барона Эрика аф Веттерстедта и Анны Кристины Блад. В браке София Эмерентия родила восемь детей. Она умерла в 1831 году. В том же 1831 году Мёрнер женился на Катарине Шарлотте Стирландер (1799-1847). А всего через шесть месяцев после её смерти в 1848 году он в третий раз вступил в брак. На этот раз его супругой стала Анна София Сундиус, дочь королевского секретаря Сундиуса и Софии Стирландер.